# Посконкино
Посконкино — деревня в Гдовском районе Псковской области России. Входит в состав Добручинской волости Гдовского района.

## География
Расположена в 3 км от правого берега реки Плюсса и в 1 км к западу от её притока Крапивенки, в 21 км к северо-востоку от Гдова и в 11 км к юго-востоку от волостного центра, деревни Добручи.

## Население
Численность населения деревни на 2000 год составляла 2 человека, по переписи 2002 года — 5 человек.

## История
До 1 января 2006 года деревня входила в состав ныне упразднённой Вейнской волости.